# Albert Bantelmann
Albert Bantelmann (* 8. Januar 1911 in Hamburg-Hummelsbüttel; † 18. September 1999 in Schleswig) war deutscher Prähistoriker.

## Leben
Bantelmann war zunächst Lehrer in Westerland, Aventoft, Breklum und Schobüll. 1939 wurde er mit einer Arbeit über das nordfriesische Wattenmeer promoviert.
Schwerpunkte seiner Arbeit waren die frühe Besiedlung der Nordseeküste sowie die Landschaftsentwicklung der Region. Für sein Wirken erhielt er 1986 den Hans-Momsen-Preis, den Kulturpreis des Kreises Nordfriesland.
Sein Sohn Niels Bantelmann (1940–2000) war ebenfalls Prähistoriker.

## Werke (Auswahl)
Niels Bantelmann / Dietrich Hoffmann (Bearb.): Schriftenverzeichnis von Albert Bantelmann : Monographien, Aufsätze und Beiträge. In: Offa, Bd. 43 (1986), S. 11f.
- Die jungsteinzeitlichen Funde im nordfriesischen Wattenmeer und ihre Bedeutung für die Küstensenkung. In: Nachrichtenblatt für Deutsche Vorzeit, Jg. 14 (1938), Heft 1, S. 15–17.
- Das nordfriesische Wattenmeer, eine Kulturlandschaft der Vergangenheit. In: Westküste, Jg. 2 (1939) H. 1, S. 39–115 (Kiel, Univ., Diss., 1939).
- Ergebnisse der Marschenarchäologie in Schleswig-Holstein. In: Offa, Bd. 8 (1950), S. 75–88.
- Die Entwicklung der Kulturlandschaft in den Marschgebieten Schleswig-Holsteins. In: Karl Kersten (Hrsg.): Festschrift für Gustav Schwantes zum 65. Geburtstag. Wachholtz, Neumünster 1951, S. 85–98.
- Tofting: eine vorgeschichtliche Warft in der Eidermündung. Wachholtz, Neumünster 1955 (Vor- und frühgeschichtliche Untersuchungen aus dem Schleswig-Holsteinischen Landesmuseum für Vor- und Frühgeschichte in Schleswig und dem Institut für Ur- und Frühgeschichte der Universität Kiel, N.F.; 12).
- Neuere Forschungsergebnisse zur Besiedlungsgeschichte der Marschen Schleswig-Holsteins. In: Neue Ausgrabungen in Deutschland: 5. Internationaler Kongress für Vor- und Frühgeschichte Hamburg 24.–30. August 1958. Mann, Berlin 1958, S. 229–242.
- Forschungsergebnisse der Marschenarchäologie zur Frage der Niveauveränderungen an der schleswig-holsteinischen Westküste. In: Die Küste, Jg. 8 (1960), S. 45–65.
- Die kaiserzeitliche Marschensiedlung von Ostermoor bei Brunsbüttelkoog. In: Offa, Bd. 16 (1957/58), S. 53–79.
- Die Landschaftsentwicklung an der schleswig-holsteinischen Westküste, dargestellt am Beispiel Nordfriesland: eine Funktionschronik durch 5 Jahrtausende. Wachholtz, Neumünster 1967 (Untersuchungen aus dem Schleswig-Holsteinischen Landesmuseum für Vor- und Frühgeschichte in Schleswig, dem Landesamt für Vor- und Frühgeschichte von Schleswig-Holstein in Schleswig und dem Institut für Ur- und Frühgeschichte an der Universität Kiel; N.F., 21).
- Die Entwicklung des nordfriesischen Küstenraumes unter besonderer Berücksichtigung des Wattenmeeres. In: Friesisches Jahrbuch (1973), S. 31–52.
- (Mitarbeit): Elisenhof: die Ergebnisse der Ausgrabung der frühgeschichtlichen Marschensiedlung beim Elisenhof in Eiderstedt 1957/58 und 1961/64, Bd. 1: Die frühgeschichtliche Marschensiedlung beim Elisenhof in Eiderstedt : Landschaftsgeschichte und Baubefunde. Peter Lang, Bern 1975 (Studien zur Küstenarchäologie Schleswig-Holsteins. Serie A), ISBN 3-261-01083-5.
- Alt-Nordstrand um 1634. In: Zeitschrift der Gesellschaft für Schleswig-Holsteinische Geschichte, Bd. 102/103 (1977/78), S. 97–110.
- zusammen mit Albert Panten: Geschichte Nordfrieslands, 2 Bde., Boyens, Heide 1995 (Nordfriisk Instituut; 136), ISBN 3-8042-0759-6.